# László Toroczkai

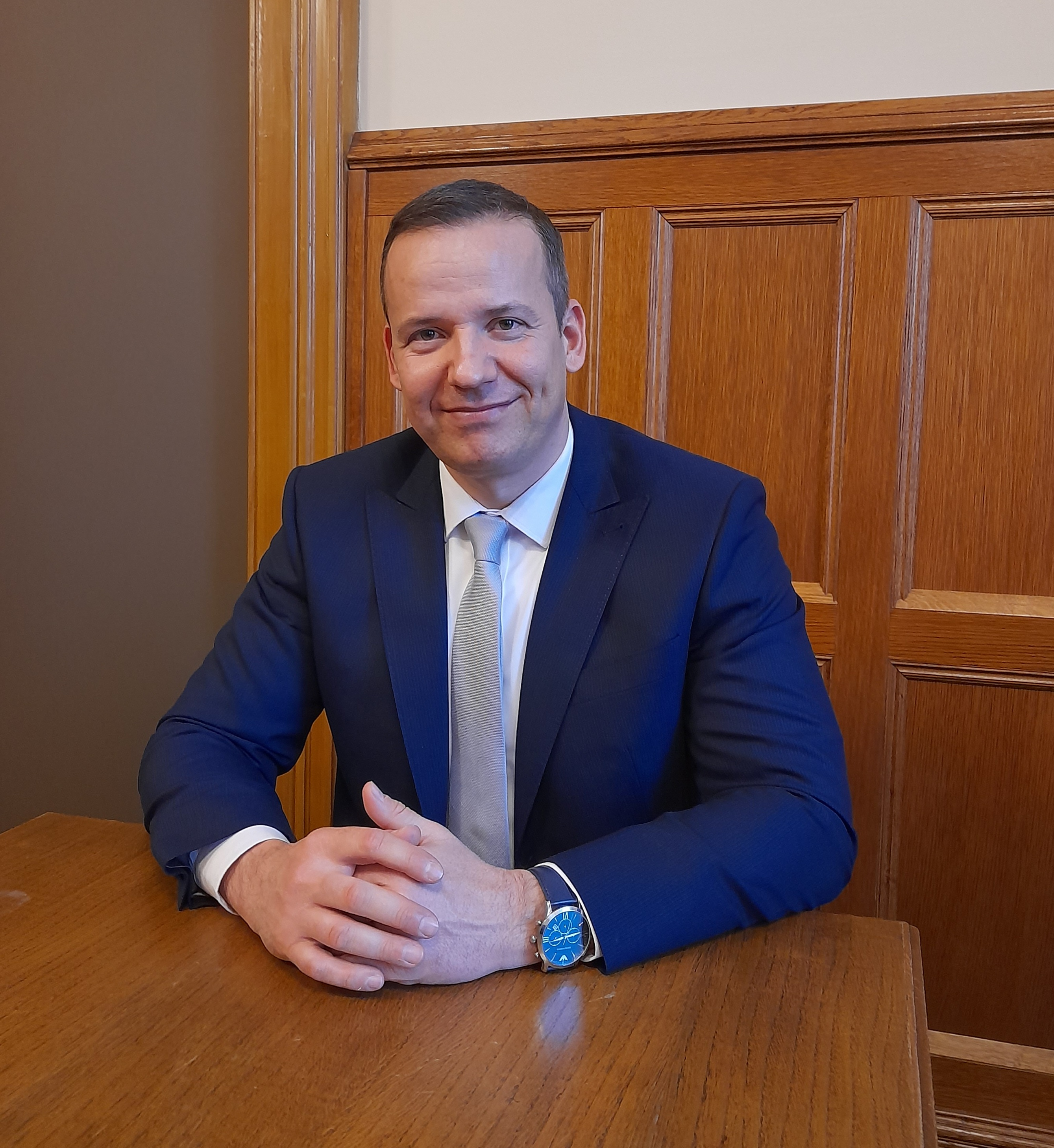
László Toroczkai (2024)

László Toroczkai (* 10. März 1978 in Szeged) ist ein rechtsextremer ungarischer Politiker.  2001 war er Gründer und bis 2013 einer der Anführer der Vierundsechzig-Komitate-Jugendbewegung (ungarisch Hatvannégy Vármegye Ifjúsági Mozgalom, HVIM), die für eine Wiederherstellung eines Ungarn in den Grenzen von 1920 mit besagten 64 Komitaten eintritt. Im Jahr 2013 wurde er zum Bürgermeister von Ásotthalom gewählt. Seit 2018 ist er Vorsitzender der Partei Mi Hazánk.

## Leben
Er kandidierte 1998 als Mitglied der nationalistischen Partei MIÉP für das ungarische Parlament. Ein Jahr später war er für das ungarische Staatsfernsehen als Reporter in den serbischen Provinzen Kosovo und Vojvodina tätig, wo er das NATO-Bombardement auf Serbien schilderte. László Toroczkai gründete 2001 die HVIM (Hatvannégy Vármegye Ifjúsági Mozgalom, dt. 64 Gespanschaften), die sich an das „Großreich Ungarn“ aus der Zeit vor dem Vertrag von Trianon von 1920 anlehnt. 2005 veröffentlichte er ein Buch: Vármegyés a véres úton. Im Jahr 2006 gab er die Präsidentschaft der 64 Gespanschaften ab, nachdem es im ganzen Land zu Unruhen gekommen war und er maßgeblicher Verantwortlicher für den Angriff auf das Staatsfernsehen geworden war.
Während Toroczkai Ehrenpräsident der 64 Gespanschaften blieb, gründete er eine neue Organisation Hunnia zusammen mit György Budaházy. Das ausgerufene Ziel ist es, ein „neues Ungarn“ in den Grenzen von vor dem Vertrag von Trianon 1920 zu schaffen.
Seit 2010 ist er lokaler Regierungsabgeordneter im Komitat Csongrád. Zwar führte er bei den Wahlen von 2010 und 2014 die Komitatsliste der Partei Jobbik (Jobbik Magyarországért Mozgalom; deutsch Bewegung für ein besseres Ungarn) an, war aber nicht Mitglied der Partei.
Bei der Bürgermeisterstichwahl am 15. Dezember 2013 in Ásotthalom setzte sich Toroczkai mit 71,5 % der abgegebenen Stimmen durch.
Anfang 2015 forderte Toroczkai, an der Grenze zu Serbien zur Abwehr des Einwanderungsdrucks auf Ungarn einen Zaun zu errichten. Diesen Vorschlag griff die Regierung Orbán im Juni desselben Jahres auf.
2016 trat Toroczkai schließlich der Partei Jobbik bei und wurde deren Stellvertretender Vorsitzender. Nach dem Rücktritt des langjährigen Jobbik-Vorsitzenden Gábor Vona nach der Wahl 2018 kandidierte er für den Jobbik-Vorsitz, unterlag aber im Mai 2018 mit 46 : 54 % gegen Tamás Sneider. Sneider wollte die Partei von einer rechtsextremen zu einer konservativen Partei umformen, während Toroczkai an der rechtsextremen Ausrichtung festhalten wollte. Daraufhin kam es zu Konflikten und im Juni 2018 wurde Toroczkai aus der Partei ausgeschlossen. Daraufhin gründete er die neue Partei Mi Hazánk, deren Vorsitzender er seitdem ist. Im Jahr 2022 trat die Partei mit ihm als Spitzenkandidaten erstmals zur ungarischen Parlamentswahl an und zog mit 5,9 % der Stimmen auf Anhieb in das Ungarische Parlament ein.

### Einreiseverbote
Wegen seiner politischen Tätigkeit wurde ihm die Einreise von den Nachbarländern mehrfach verboten: So wurde er im Mai 2008 als Aufwiegler in Serbien verhaftet, abgeschoben und durfte zwei Jahre nicht mehr dort einreisen. Zudem erhielt er 2005 drei Monate Einreiseverbot nach Rumänien und im September 2006 fünf Jahre in die Slowakei.